# Le Vaux Peak
Le Vaux Peak är en bergstopp i Antarktis. Den ligger i Västantarktis. Inget land gör anspråk på området. Toppen på Le Vaux Peak är 2 385 meter över havet. Le Vaux Peak ingår i Executive Committee Range.
Terrängen runt Le Vaux Peak är platt åt nordost, men åt sydväst är den kuperad. Trakten är obefolkad. Det finns inga samhällen i närheten. 